# Campeonato Pan-Americano de Clubes de Hóquei em Patins de 2018
O Campeonato Pan-Americano de Clubes de Hóquei em Patins foi sediado em Santos, Brasil, e decorreu entre os dias 12 e 18 agosto de 2018. Teve como equipa vencedora o Murialdo, que sagrou-se campeão pela primeira vez na sua história.

## Fase Final

### Final
| 18 Agosto | CL Murialdo | 3 - 1 | Concepción PC | Santos |
|           |             |       |               |        |

| CAMPEÃO Pan-Americano de Clubes Hóquei em Patins de 2018 |
| -------------------------------------------------------- |
| Club Leonardo Murialdo PRIMEIRO TITULO                   |

| 3º – 4º Lugar   | 18/08/18 | Social San Juan         | 6 | Andes Talleres Sport Club | 4 |
| 5º – 6º Lugar   | 18/08/18 | Internacioal            | 4 | UVT                       | 0 |
| 7º – 8º Lugar   | 18/08/18 | C.A.Huracán             | 6 | Sport Recife              | 5 |
| 9º – 10º Lugar  | 17/08/18 | Portuguesa de Desportos | 4 | Manizales HC              | 1 |
| 11º – 12º Lugar | 17/08/18 | CD Corazonista          | 6 | San Lorenzo               | 4 |
| --------------- | -------- | ----------------------- | - | ------------------------- | - |

## Classificação Final
| Pos. | País                      |
| ---- | ------------------------- |
| 1.   | Club Leonardo Murialdo    |
| 2.   | Concepción Patín Club     |
| 3.   | Social San Juan           |
| 4.   | Andes Talleres Sport Club |
| 5.   | Internacioal              |
| 6.   | UVT                       |
| 7.   | C.A.Huracán               |
| 8.   | Sport Recife              |
| 9.   | Portuguesa de Desportos   |
| 10.  | Manizales H. Club         |
| 11.  | CD Corazonista            |
| 12.  | San Lorenzo               |